# Peer-Gynt-Suite
Die Peer-Gynt-Suiten 1 und 2 von Edvard Grieg aus der Schauspielmusik Peer Gynt zum gleichnamigen dramatischen Gedicht von Henrik Ibsen gehören zu den bekanntesten Orchesterstücken der romantischen Musik.

## Entstehungsgeschichte

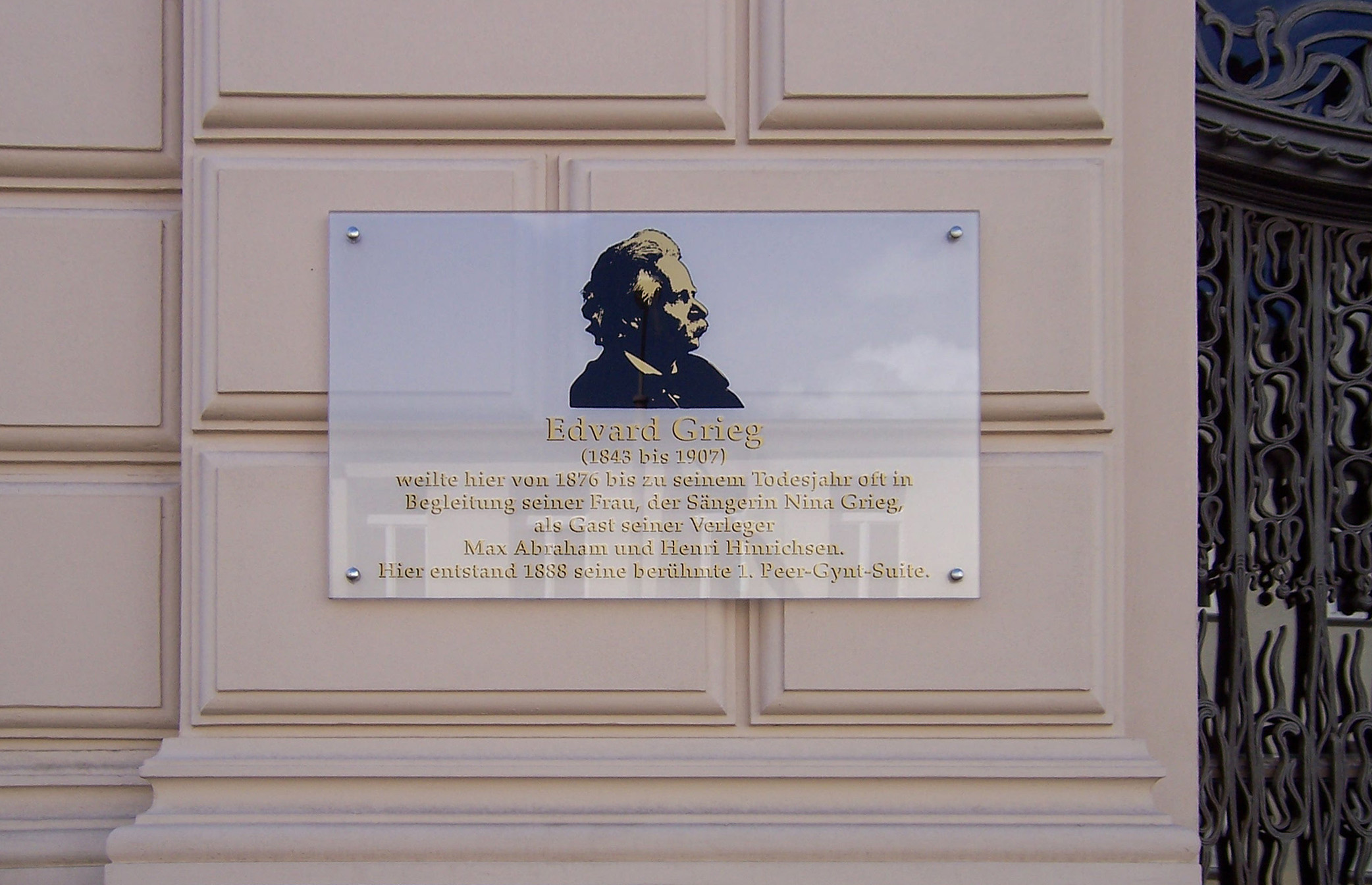
Gedenktafel am Gebäude des C. F. Peters Musikverlags in Leipzig

Henrik Ibsen und Edvard Grieg hatten sich 1866 in Rom kennengelernt, sind aber nie Freunde geworden. Zu dieser Zeit arbeitete Ibsen an dem dramatischen Gedicht Peer Gynt nach der Vorlage norwegischer Märchen von Peter Christen Asbjørnsen. Nach dem Erfolg der Dichtung plante Ibsen, sie zu einem Bühnenstück umzuarbeiten, und beauftragte Grieg, die Musik dafür zu schreiben. Das Theaterstück wurde zusammen mit Griegs Schauspielmusik am 24. Februar 1876 uraufgeführt.
Da Grieg der Meinung war, sein Werk würde außerhalb Norwegens nicht akzeptiert werden, stellte er 1888 und 1891 aus dieser Musik, unter Verzicht auf die gesprochenen Dialoge und den Gesang, zwei Orchestersuiten zusammen. Die erste Suite (op. 46) schuf er in der Dachgeschosswohnung im Hause des C. F. Peters Musikverlags in der Talstraße 10 in Leipzig. Sie wurde am 18. Januar 1888 vollendet und am 1. November 1888 unter der Leitung des Gewandhauskapellmeisters Carl Reinecke im Leipziger Gewandhaus uraufgeführt. Die zweite Suite (op. 55) vollendete Grieg am 12. September 1891, sie wurde anlässlich der Festlichkeiten zu Griegs 25-jährigen Jubiläum als Dirigent unter seiner Leitung am 14. November 1891 in Christiania (heute Oslo) uraufgeführt.

## Sätze
Suite Nr. 1, op. 46:
- Morgenstimmung / Morgenstemning (Allegretto pastorale)
  - Besetzung: 2222-4200-Pk-Str
- Åses Tod / Åses død (Andante doloroso)
  - Besetzung: Str
- Anitras Tanz / Anitras dans (Tempo di Mazurka)
  - Besetzung: Trgl-Str
- In der Halle des Bergkönigs / I Dovregubbens hall (Alla marcia e molto marcato)
  - Besetzung: 2(+Picc)222-4231-Pk-Gr. Tr.-Bk-Str

Suite Nr. 2, op. 55:
- Der Brautraub. Ingrids Klage / Bruderovet. Ingrids klage (Allegro furioso-Andante doloroso)
- Arabischer Tanz / Arabisk dans (Allegro vivace)
- Peer Gynts Heimkehr. Stürmischer Abend auf dem Meer[3] / Peer Gynts hjemfart. Stormfull aften på havet (Allegro agitato)
- Solveigs Lied / Solveigs sang (Andante-Allegretto tranquillamente)

Diese Satzzusammenstellung entspricht nicht der Ordnung der Stücke im Drama. Grieg schuf selbst Fassungen für 2- und 4-händiges Klavier der beiden Suiten.

## Bearbeitungen des Werkes
Die Morgenstimmung, der erste Satz der Peer-Gynt-Suite Nr. 1, wird in Werbung, Film und Fernsehen so häufig verwendet, dass sie zu den bekanntesten klassischen Melodien zählt.
1998 verwendete das Produzententeam In-Mood – zusammen mit Juliette – in dem Song Ocean of Light das Thema dieses Stücks als Hookline. Die Morgenstimmung ist die ausschließliche Trailermusik für die 2. Staffel der norwegischen Fernsehserie SKAM. Die amerikanische Metalband Kamelot verwendete in ihrem Song Forever die bekannte Melodie aus Solvejgs Lied aus der Peer-Gynt-Suite Nr. 2 op. 55.
1957 wurden die Melodien zum Soundtrack des US-Films The Pied Piper of Hamelin interpretiert.
Ebenso bekannt ist In der Halle des Bergkönigs. Die früheste bekannte Verwendung des Stückes findet sich in dem frühen deutschen Tonfilm M (1931) von Fritz Lang. Das Stück wird im Film vom Serienmörder Hans Beckert, gespielt von Peter Lorre, gepfiffen, fungiert somit als seine Erkennungsmelodie und ist die einzige im Film vorkommende Musik.
Duke Ellington schrieb 1960 eine Jazzinterpretation der beiden Peer-Gynt-Suiten für Orchester mit dem Titel Swinging Suites by Edward E. & Edward G. Der norwegische Grieg-Fonds wertete dies als „Perversion der nationalromantischen Grieg-Musik“ und ließ den Plattenverkauf in Norwegen verbieten.
Die Band Savatage benannte ihr fünftes Album Hall of the Mountain King nach diesem Stück. Es enthält auch eine Adaption des Originalthemas für E-Gitarre. Weitere Adaptionen von In der Halle des Bergkönigs gibt es unter anderem von The Who, Ritchie Blackmores Rainbow, Helloween bei dem Song Gorgar, sowie von Apocalyptica, die es als Instrumentaltitel für ihr Album Cult verwendeten. Das Electric Light Orchestra interpretierte das Thema sehr originalgetreu auf On the Third Day aus dem Jahr 1973. Eine Bearbeitung von In der Halle des Bergkönigs für Gitarre wurde 1978 auf der CD Waves von Martin Kolbe und Ralf Illenberger veröffentlicht.
Die DDR-Band Electra veröffentlichte mit ihrer beim DDR-Label Amiga erschienenen Langspielplatte Adaptionen bereits 1976 eine Rockadaption dieses Titels.
Die Melodie kommt außerdem in der Verfilmung von Der Doktor und das liebe Vieh vor. Benutzt wird die ansteigende Dramaturgie des Stückes auch in Rat Race (2001). Ebenfalls ist das Intro der finnischen Fernsehserie The Dudesons komplett mit der Melodie unterlegt.
Im Bayerischen Rundfunk lief in den 1990er Jahren die Reihe Die goldene Presseschau, die von dieser Melodie getragen wurde.
Auch der Film The Social Network enthält Die Halle des Bergkönigs in einer Szene. Der Oscar-prämierte Soundtrack (der den Remix enthält) wurde von Trent Reznor und Atticus Ross komponiert. Die Fassung lehnt sich an den allgemein dunklen, elektronisch-industriellen Score an und hat Einflüsse vom Sound von Reznors Band Nine Inch Nails. Nach Angaben von Reznor dauerte es mehrere Wochen, bis die finale Version fertiggestellt war.

## Einige Aufnahmen
- Peer-Gynt-Suiten No. 1 & 2
  - Academy of St Martin in the Fields – Sir Neville Marriner (1997, Hänssler Classic)
  - Berliner Philharmoniker – Herbert von Karajan (1971, Deutsche Grammophon)
  - City of Birmingham Symphony Orchestra – Sakari Oramo (2000, Erato)
  - Bournemouth Symphony Orchestra – Paavo Berglund (EMI)
  - Göteborger Symphonie-Orchester – Neeme Järvi (1987, 1993, Deutsche Grammophon)
  - Ulster Orchestra – Vernon Handley (Chandos Classics)

- Peer Gynt
  - Höhepunkte aus der Bühnenmusik, Berliner Philharmoniker – Jeffrey Tate (1997, EMI)
  - vollständige Bühnenmusik (Originalfassung), Sächsische Staatskapelle Dresden – Herbert Blomstedt (1979, EMI)
  - Bergen Philharmonic Orchestra – Ole Christian Ruud (2003, BIS)

- Three Suites, Duke Ellingtons Bigband-Fassungen von Griegs „Peer-Gynt-Suite“ (1960, CBS)